# Perfect World (canción de Huey Lewis and the News)
«Perfect World» es una canción interpretada por Huey Lewis and the News. Fue lanzada como el primer sencillo del álbum de estudio Small World a finales de junio de 1988. 
En Estados Unidos  fue el duodécimo y último top 10 de la banda, alcanzando el número tres en el Billboard Hot 100, el número 2 en la Billboard Adult Contemporary y el número 5 en la Album Rock Tracks. En Reino Unido llegó al puesto 48 en la UK Singles Chart. En Canadá alcanzó el puesto número 1 de la ista RPM Top Singles.        

## Información de la canción
Fue escrita por Alex Call, un excompañero de banda de Lewis y Sean Hopper de la banda Clover, que había coescrito previamente la exitosa canción "867-5309/Jenny" para Tommy Tutone. Huey Lewis le dio a la canción un tono reggae. La canción es un comentario optimista sobre las esperanzas y sueños de un ser humano, así como sobre nuestros pensamientos privados. Le dice a la persona que "siga soñando", porque nunca habrá un mundo perfecto. Admite que la vida no es perfecta, pero le dice al oyente que use el poder de los sueños positivos para hacer frente a la realidad.

## Video Musical
El video musical presenta a la banda tocando en un escenario en un vertedero de basura, con pedazos de basura volando, golpeando a varios miembros de la banda. A lo largo del video, Huey Lewis baila y canta por un camino entre los camiones de basura mientras las excavadoras mueven la basura. Al final del video, se ve a la banda posando junto a más basura. Lewis ha dicho que el video es uno de sus favoritos y lo consideró uno de los videos más "relajados" que la banda haya filmado.

## Posicionamiento en listas
| Lista (1986)                                | Máxima posición |
| ------------------------------------------- | --------------- |
| Australia (Kent Music Report)               | 22              |
| Canadá (RPM Top Singles)                    | 1               |
| Estados Unidos Billboard Hot 100            | 3               |
| Estados Unidos Billboard Adult Contemporary | 2               |
| Estados Unidos Billboard Album Rock Tracks  | 5               |
| Finlandia (Singles Chart)                   | 11              |
| Francia (Singles Chart)                     | 44              |
| Nueva Zelanda (Recorded Music NZ)           | 43              |
| Países Bajos (Mega Single Top 100)          | 64              |
| Reino Unido (UK Singles Chart)              | 48              |
| Sudáfrica Springbok Radio                   | 14              |